# Gunnar Calenius

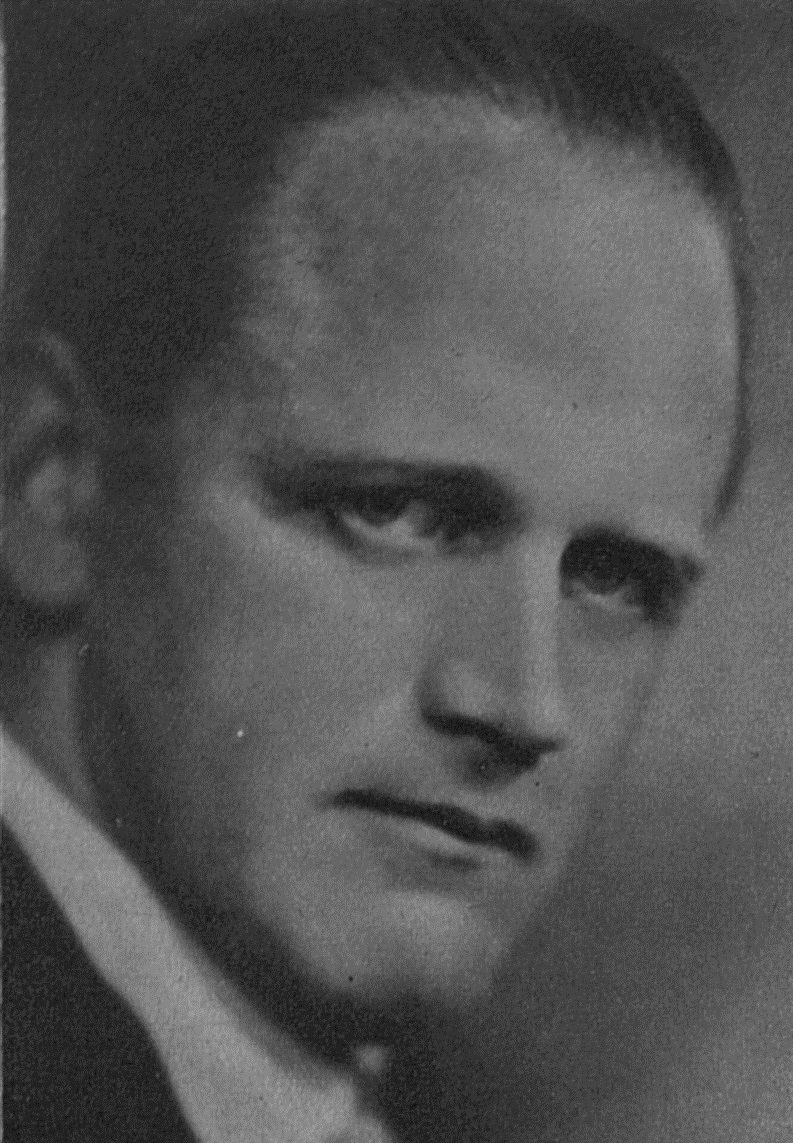
Gunnar Calenius 1933.

Gunnar Villehard Calenius, född 14 november 1896 i Helsingfors död 18 juni 1964, var en finländsk operasångare (baryton), kompositör och skådespelare.
Som ung var Calenius violinist och spelade i finska Frälsningsarmén. Efter inbördeskriget uppträdde han i kabaréprogram tillsammans med bland andra Väinö Lehmus, och sjöng på kaféet Kulma på 1920-talet med Matti Jurva och Iivari Kainulainen. Calonius debuterade på Finlands nationalopera 1921 och var där aktiv mellan 1926 och 1957. Han medverkade i sex filmer mellan 1930 och 1946.
Åren 1929–1930 gjorde Calenius nio grammofoninspelningar för bolaget Homocord. Repertoaren bestod bland annat av R.R. Ryynänens finska översättningar av sånger ur den tyska filmen Två hjärtan i valstakt, inklusive filmens ledmotiv Zwei Herzen im 3/4-Takt (på finska "Kaksi syöntä valssin tahdissa").
Han är gravsatt på Finska gardets begravningsplats i Helsingfors.

## Filmografi
- Kahden tanssin välillä, 1930
- Kajastus, 1930
- Jääkärin morsian, 1931
- Timmerflottarens brud, 1931
- Skaldekonungen och flyttfågeln, 1940
- Kirkastuva sävel, 1946